# Lou Adler (Tennisspielerin)
Lou Adler (* 12. April 1996 in Vaucresson) ist eine französische Tennisspielerin.

## Karriere
Adler spielt überwiegend auf Turnieren der ITF Women’s World Tennis Tour, bei denen sie bislang je einen Einzel- und Doppeltitel gewinnen konnte.

## College Tennis
2014/15 spielte sie für die Gauchos, das Damentennisteam der University of California, Santa Barbara.

## Turniersiege

### Einzel
| Nr. | Datum            | Turnier  | Kategorie   | Belag   | Finalgegnerin  | Ergebnis |
| --- | ---------------- | -------- | ----------- | ------- | -------------- | -------- |
| 1.  | 9. Dezember 2018 | Solarino | ITF $15.000 | Teppich | Catalina Pella | 6:3, 6:4 |

### Doppel
| Nr. | Datum            | Turnier  | Kategorie   | Belag   | Partnerin              | Finalgegnerinnen          | Ergebnis         |
| --- | ---------------- | -------- | ----------- | ------- | ---------------------- | ------------------------- | ---------------- |
| 1.  | 1. Dezember 2018 | Solarino | ITF $15.000 | Teppich | Noelia Zeballos Melgar | Maria Masini Manca Pislak | 2:6, 6:4, [10:6] |

## Persönliches
Lou ist die Tochter von Joelle und Marc Adler. Ihre Muttersprache ist Französisch, sie spricht aber auch Englisch und Spanisch.